# Chris Clough
Chris Clough est un réalisateur et producteur anglais né le 9 mars 1951 à Harrogate. Il est connu pour son travail de réalisateur et de producteur à télévision britannique dans les années 1970 à nos jours.

## Carrière
Tout en étudiant la littérature à l'université de Leeds, il s'investit dans le studio local de la télévision de l'université. Il utilisera ce qu'il a fait durant cette époque pour postuler à Granada Television et y devient réalisateur. En 1982 il devient réalisateur à son propre compte et dirige des épisodes de séries télés comme Brookside et EastEnders. C'est en travaillant sur cette dernière série qu'il croise Gary Downie, un producteur assistant qui travaille aussi sur Doctor Who. Après une entrevue avec le producteur de la série, John Nathan-Turner il réalisera six épisodes de la série entre 1986 et 1988.
En 1990, Chris Chlough réalise plusieurs épisodes de la série The Bill et commence à produire la série, chose qu'il fera pendant près de 5 ans. Il se lance alors dans la production et produit des séries telles que Ballykissangel Black Cab et The Ghost Squad. Il produit pendant de nombreuses années, la série Skins ainsi qu'une série de Channel 4 nommée "Sirens" en 2011. En 2014, il produit une mini-série nommée The Missing.

## Vie privée
Il est marié à l'actrice Annie Hulley.

## Filmographie partielle

### En tant que réalisateur
- 1978 : Go with Noakes (3 épisodes)
- 1982 : Brookside (1 épisode)
- 1985 à 1988 : EastEnders (9 épisodes)
- 1986 : Doctor Who : « Trial of a Time Lord :Terror of the Vervoids »
- 1986 : Doctor Who : « Trial of a Time Lord :The Ultimate Foe »
- 1987 : Doctor Who : « Delta and the Bannermen »
- 1987 : Doctor Who : « Dragonfire »
- 1988 : Doctor Who : « The Happiness Patrol »
- 1988 : Doctor Who : « Silver Nemesis »
- 1992 à 1995 : The Bill (18 épisodes)
- 1994 à 1995 : Casualty (2 épisodes)
- 2007 : Skins (1 épisode)

### En tant que producteur
- 1995 à 1997 : The Bill (128 épisodes)
- 1998 à 1999 : Ballykissangel (24 épisodes)
- 2000 : Black Cab (7 épisodes)
- 2001 : Table 12 (10 épisodes)
- 2003 à 2004 : Born and Bred (12 épisodes)
- 2004 : Scotland Yard, crimes sur la Tamise (2 épisodes)
- 2005 : The Ghost Squad (7 épisodes)
- 2010 : Above Suspicion 2: The Red Dahlia (3 épisodes)
- 2007 à 2013 : Skins (30 épisodes dont 10 en tant que "producteur executif")
- 2011 : Sirens (11 épisodes)
- 2012 : Strike Back (4 épisodes)
- 2013 : Dates (4 épisodes)
- 2014 : The Missing (7 épisodes)